# Unione Sportiva Ravenna 1966-1967
Questa pagina raccoglie le informazioni riguardanti l'Unione Sportiva Ravenna nelle competizioni ufficiali della stagione 1966-1967.

## Stagione
Nella stagione 1966-1967 il Ravenna disputa il girone B della Serie C, con 28 punti si piazza in penultima posizione, il torneo prevede due retrocessioni, per cui la Vis Pesaro è retrocessa sul campo con 25 punti, per avere la seconda retrocessa si rende necessario uno spareggio che si gioca a Riccione il 4 giugno 1967 ed è vinto dal Ravenna (1-0) sullo Jesi che retrocede in Serie D. Il torneo è stato vinto dal Perugia con 46 punti che ha ottenuto la promozione in Serie B.
Si parte con la nuova stagione e finalmente con il nuovo e moderno Stadio Comunale, che mette a riposo la vecchia Darsena, la cui inaugurazione ufficiale è stata una amichevole di lusso con la Juventus giocata in notturna il 29 settembre 1967 e vinta (0-3) dai bianconeri con reti di Cinesinho, di Giampaolo Menichelli e di Gianfranco Zigoni. In campionato buono il battesimo del nuovo stadio il 25 settembre con la franca vittoria sulla Carrarese (1-0) con una rete messa a segno da Giorgio Bartolini. Nel seguito del torneo la squadra ravennate si è dimostrata fragile ed ha navigato sul fondo della classifica, con quattro allenatori avvicendati per cercare di portarla al porto della salvezza. Ad un certo punto, dopo la sconfitta subita a Jesi il 26 marzo sembrava tutto compromesso, ma una grande reazione nel finale di torneo, ha salvato il Ravenna dalla retrocessione, ci sono volute cinque vittorie e tre pareggi nelle ultime otto giornate per riuscire a riacciuffare proprio gli Jesini e poi a batterli nello spareggio di Riccione, grazie ad una rete del gioiellino di casa Domenico Ciani. Il milanese Gianfranco Gagliardi con 13 reti è stato il miglior realizzatore stagionale giallorosso, secondo nella classifica dei marcatori del girone B, dietro a Enzo Mantovani della Pistoiese con 15 reti.

## Rosa
| N. |                   | Ruolo | Calciatore           |
| -- | ----------------- | ----- | -------------------- |
|    | Italia (bandiera) | D     | Giorgio Baricchi     |
|    | Italia (bandiera) | C     | Giorgio Bartolini    |
|    | Italia (bandiera) | A     | Alberto Benini       |
|    | Italia (bandiera) | C     | Domenico Ciani       |
|    | Italia (bandiera) | C     | Nicandro Contadini   |
|    | Italia (bandiera) | P     | Sergio Costi         |
|    | Italia (bandiera) | A     | Nazzareno Dal Balcon |
|    | Italia (bandiera) | C     | Paolo Ferrari        |
|    | Italia (bandiera) | A     | Gianfranco Gagliardi |
|    | Italia (bandiera) | A     | Primo Luigi Galasi   |
|    | Italia (bandiera) | A     | Ennio Giuntini       |

| N. |                   | Ruolo | Calciatore         |
| -- | ----------------- | ----- | ------------------ |
|    | Italia (bandiera) | A     | Rolando Gramoglia  |
|    | Italia (bandiera) | D     | Roberto Nistri     |
|    | Italia (bandiera) | D     | Giovanni Pirazzini |
|    | Italia (bandiera) | C     | Camillo Rizzo      |
|    | Italia (bandiera) | C     | Mario Santececca   |
|    | Italia (bandiera) | A     | Dante Tonella      |
|    | Italia (bandiera) | D     | Claudio Tosi       |
|    | Italia (bandiera) | C     | Ivan Vecchi        |
|    | Italia (bandiera) | C     | Giuliano Villa     |
|    | Italia (bandiera) | P     | Franco Vitali      |
|    | Italia (bandiera) | C     | Antonio Zannoni    |

## Risultati

### Girone di andata
| Arbitro: | Boscolo (Venezia) |

|                      |           |  |
| Bartolini 42’ (rig.) | Marcatori |  |

| Arbitro: | Pfiffner (Torino) |

|                                               |           |                          |
| Villa 17’ (aut.) Brancaleoni 37’ Vallongo 88’ | Marcatori | 82’ Benini 89’ Bartolini |

| Arbitro: | Levrero (Genova) |

|                    |           |            |
| Feresin 41’ (aut.) | Marcatori | 34’ Dugini |

| Pistoia 16 ottobre 1966 4ª giornata | Pistoiese    | 0 – 0 | Ravenna | Stadio Marcello Melani\| Arbitro: \| Bravi (Roma) \| |
| Arbitro:                            | Bravi (Roma) |       |         |                                                      |

| Arbitro: | Gialluisi (Barletta) |

|                |           |  |
| Sciarretta 15’ | Marcatori |  |

| Arbitro: | Marchetti (Vicenza) |

|            |           |  |
| Galasi 63’ | Marcatori |  |

| Arbitro: | Porcelli (Lodi) |

|                                |           |                            |
| Galasi 2’ Gagliardi 54’ (rig.) | Marcatori | 37’ Olivieri 60’ Bianchini |

| Arbitro: | Sorrentino (Roma) |

|                                       |           |               |
| Carminati 19’ Castagner 25’ Roffi 47’ | Marcatori | 74’ Gagliardi |

| Arbitro: | Beretta (Milano) |

|                   |           |                           |
| Gagliardi 8’, 18’ | Marcatori | 59’ Rocchi 77’ Bertarelli |

| Arbitro: | Calì (Roma) |

|                 |           |  |
| Malcontenti 81’ | Marcatori |  |

| Empoli 4 dicembre 1966 11ª giornata | Empoli           | 0 – 0 | Ravenna | Stadio Carlo Castellani\| Arbitro: \| Branzoni (Pavia) \| |
| Arbitro:                            | Branzoni (Pavia) |       |         |                                                           |

| Arbitro: | Simoncini (La Spezia) |

|                |           |  |
| Dal Balcon 48’ | Marcatori |  |

| Arbitro: | Canova (Milano) |

|                               |           |               |
| Ferrario 19’, 86’ Corradi 63’ | Marcatori | 88’ Gagliardi |

| Arbitro: | Bravi (Roma) |

|                               |           |  |
| Gagliardi 46’, 85’ Benini 75’ | Marcatori |  |

| Arbitro: | Lavetti (Bergamo) |

|                                         |           |                                  |
| Marchetti 57’ Compagno 70’ Basilico 73’ | Marcatori | 80’ Vecchi 85’ (rig.) Santececca |

| Arbitro: | Rostagno (Torino) |

|               |           |                      |
| Gagliardi 87’ | Marcatori | 54’ Maselli 62’ Morè |

| Arbitro: | Grava (Ivrea) |

|                              |           |  |
| Cartasegna 10’ Montenovo 30’ | Marcatori |  |

### Girone di ritorno
| Arbitro: | Aloisi (Teramo) |

|                      |           |               |
| Dossena 11’ Aldi 53’ | Marcatori | 18’ Gramoglia |

| Ravenna 5 febbraio 1967 19ª giornata | Ravenna           | 0 – 0 | Spezia | Stadio Comunale\| Arbitro: \| Boscolo (Venezia) \| |
| Arbitro:                             | Boscolo (Venezia) |       |        |                                                    |

| Arbitro: | Cimma (Biella) |

|                       |           |  |
| Dugini 50’ Marchi 67’ | Marcatori |  |

| Arbitro: | Fusaro (Padova) |

|               |           |                           |
| Pirazzini 86’ | Marcatori | 66’ Morelli 76’ Mantovani |

| Arbitro: | Marino (Taranto) |

|               |           |             |
| Pirazzini 53’ | Marcatori | 90’ Marinai |

| Arbitro: | Bova (Torino) |

|                                              |           |               |
| Galassin 18’ Chinaglia 27’ (rig.) Ciruel 33’ | Marcatori | 61’ Pirazzini |

| Arbitro: | Gastaldi (Pavia) |

|                               |           |                                         |
| Olivieri 27’ Passoni 43’, 55’ | Marcatori | 67’ (rig.) Ferrari 87’ (rig.) Gagliardi |

| Arbitro: | Bencetti (Treviglio) |

|  |           |           |
|  | Marcatori | 75’ Rizza |

| Arbitro: | Monforte (Palermo) |

|           |           |  |
| Conti 47’ | Marcatori |  |

| Arbitro: | Caligaris (Alessandria) |

|             |           |  |
| Tonella 56’ | Marcatori |  |

| Arbitro: | Beccaria (Lecco) |

|                      |           |  |
| Bartolini 64’ (rig.) | Marcatori |  |

| Sassari 16 aprile 1967 29ª giornata | Torres            | 0 – 0 | Ravenna | Stadio Acquedotto\| Arbitro: \| Pfiffner (Torino) \| |
| Arbitro:                            | Pfiffner (Torino) |       |         |                                                      |

| Arbitro: | Panzino (Catanzaro) |

|                                           |           |              |
| Ciani 59’ Gagliardi 63’ (rig.) Galasi 65’ | Marcatori | 73’ Ferrario |

| Pesaro 7 maggio 1967 31ª giornata | Vis Pesaro      | 0 – 0 | Ravenna | Stadio Tonino Benelli\| Arbitro: \| Menegali (Roma) \| |
| Arbitro:                          | Menegali (Roma) |       |         |                                                        |

| Arbitro: | Treggiari (Roma) |

|                                                                 |           |                                      |
| Tonella 2’, 52’ Rizzo 21’ Gagliardi 36’ Ciani 78’ Pirazzini 83’ | Marcatori | 24’ Compagno 39’ Castano 70’ Barboni |

| Arbitro: | Casella (Messina) |

|               |           |           |
| Facincani 86’ | Marcatori | 51’ Ciani |

| Arbitro: | Moretto (San Donà di Piave) |

|            |           |  |
| Tonella 2’ | Marcatori |  |

### Spareggio salvezza
| Arbitro: | Marengo (Chiavari) |

|           |           |  |
| Ciani 52’ | Marcatori |  |